# Campeonato Europeo de Atletismo en Pista Cubierta de 2023
El XXXVII Campeonato Europeo de Atletismo en Pista Cubierta se celebró en Estambul (Turquía) entre el 2 y el 5 de marzo de 2023 bajo la organización de Atletismo Europeo y la Federación Turca de Atletismo.
Las competiciones se realizaron en la Arena de Atletismo de Ataköy de la ciudad turca.
Los atletas de Rusia y Bielorrusia fueron excluidos de este campeonato debido a la invasión rusa de Ucrania.

## Calendario
El calendario de la competición es el siguiente:
| E | Eliminatorias | C | Clasificatorias | ½ | Semifinales | F | Final |

| Fecha →           | Ju 02 | Vi 03 | Vi 03 | Sá 04 | Sá 04 | Sá 04 | Do 05 | Do 05 |
| Prueba ↓          | T     | M     | T     | M     | T     | T     | M     | T     |
| ----------------- | ----- | ----- | ----- | ----- | ----- | ----- | ----- | ----- |
| 60 m              |       |       |       | E     | ½     | F     |       |       |
| 400 m             |       | E     | ½     |       | F     | F     |       |       |
| 800 m             | E     |       |       |       |       |       | ½     | F     |
| 1500 m            | E     |       | F     |       |       |       |       |       |
| 3000 m            |       |       |       | E     |       |       |       | F     |
| 60 m vallas       |       |       |       | E     |       |       | ½     | F     |
| 4 × 400 m         |       |       |       |       |       |       |       | F     |
| Salto de longitud |       | C     |       |       |       |       | F     |       |
| Triple salto      | C     |       | F     |       |       |       |       |       |
| Salto de altura   |       |       | C     |       |       |       |       | F     |
| Salto con pértiga |       |       |       | C     |       |       |       | F     |
| Peso              | C     |       | F     |       |       |       |       |       |
| Heptatlón         |       |       |       | F     | F     | F     | F     | F     |

| Fecha →           | Ju 02 | Vi 03 | Vi 03 | Vi 03 | Sá 04 | Sá 04 | Do 05 | Do 05 |
| Prueba ↓          | T     | M     | T     | T     | M     | T     | M     | T     |
| ----------------- | ----- | ----- | ----- | ----- | ----- | ----- | ----- | ----- |
| 60 m              |       | E     | ½     | F     |       |       |       |       |
| 400 m             |       | E     | ½     | ½     |       | F     |       |       |
| 800 m             | E     |       |       |       |       | ½     |       | F     |
| 1500 m            |       | E     |       |       |       | F     |       |       |
| 3000 m            | E     |       | F     | F     |       |       |       |       |
| 60 m vallas       |       |       |       |       | E     |       | ½     | F     |
| 4 × 400 m         |       |       |       |       |       |       |       | F     |
| Salto de longitud |       |       |       |       | C     |       |       | F     |
| Triple salto      |       | C     |       |       |       | F     |       |       |
| Salto de altura   | C     |       |       |       |       |       | F     |       |
| Salto con pértiga |       | C     |       |       |       | F     |       |       |
| Peso              | C     |       | F     | F     |       |       |       |       |
| Pentatlón         |       | F     | F     | F     |       |       |       |       |

## Resultados

### Masculino
| Evento                    | Oro                                                                              | Plata                                                                   | Bronce                                                                                           |
| ------------------------- | -------------------------------------------------------------------------------- | ----------------------------------------------------------------------- | ------------------------------------------------------------------------------------------------ |
| 60 m (04.03)              | Samuele Ceccarelli · Italia · 6,48 s                                             | Marcell Jacobs · Italia · 6,50 s                                        | Henrik Larsson · Suecia · 6,53 s                                                                 |
| 400 m (04.03)             | Karsten Warholm · Noruega · 45,35                                                | Julien Watrin · Bélgica · 45,44                                         | Carl Bengtström · Suecia · 45,77                                                                 |
| 800 m (05.03)             | Adrián Ben · España · 1:47,34                                                    | Benjamin Robert Francia 1:47,34                                         | Eliott Crestan · Bélgica · 1:47,65                                                               |
| 1500 m (03.03)            | Jakob Ingebrigtsen · Noruega · 3:33,95                                           | Neil Gourley Reino Unido 3:34,23                                        | Azeddine Habz Francia 3:35,39                                                                    |
| 3000 m (05.03)            | Jakob Ingebrigtsen · Noruega · 7:40,32                                           | Adel Mechaal · España · 7:41,75                                         | Elzan Bibić Serbia 7:44,03                                                                       |
| 60 m vallas (05.03)       | Jason Joseph · Suiza · 7,41                                                      | Jakub Szymański · Polonia · 7,56                                        | Just Kwaou-Mathey Francia 7,59                                                                   |
| 4 × 400 m (05.03)         | Bélgica · Dylan Borlée · Alexander Doom · Kévin Borlée · Julien Watrin · 3:05,83 | Francia Gilles Biron Téo Andant Victor Coroller Muhammad Kounta 3:06,52 | Países Bajos · Isayah Boers · Isaya Klein Ikkink · Ramsey Angela · Liemarvin Bonevacia · 3:06,59 |
| Salto de altura (05.03)   | Douwe Amels · Países Bajos · 2,31 m                                              | Andri Protsenko · Ucrania · 2,29 m                                      | Thomas Carmoy · Bélgica · 2,29 m                                                                 |
| Salto con pértiga (05.03) | Sondre Guttormsen · Noruega · 5,80                                               | Emmanuíl Karalís · Grecia · Piotr Lisek · Polonia · 5,80                | —                                                                                                |
| Salto de longitud (05.03) | Miltiadis Tentoglu · Grecia · 8,30                                               | Thobias Montler · Suecia · 8,19                                         | Gabriel Bitan · Rumania · 8,00                                                                   |
| Triple salto (03.03)      | Pedro Pichardo Portugal 17,60                                                    | Nikólaos Andrikópulos · Grecia · 16,58                                  | Max Heß · Alemania · 16,57                                                                       |
| Peso (03.03)              | Zane Weir · Italia · 22,06                                                       | Tomáš Staněk · República Checa · 21,90                                  | Roman Kokoshko · Ucrania · 21,84                                                                 |
| Heptatlón (05.03)         | Kevin Mayer Francia 6348 pts.                                                    | Sander Skotheim · Noruega · 6318 pts.                                   | Risto Lillemets Estonia 6079 pts.                                                                |

### Femenino
| Evento                    | Oro                                                                                      | Plata                                                                                       | Bronce                                                                                               |
| ------------------------- | ---------------------------------------------------------------------------------------- | ------------------------------------------------------------------------------------------- | --- |
| 60 m (03.03)              | Mujinga Kambundji · Suiza · 7,00 s                                                       | Ewa Swoboda · Polonia · 7,09 s                                                              | Daryll Neita Reino Unido 7,12 s                                                                      |
| 400 m (04.03)             | Femke Bol · Países Bajos · 49,85                                                         | Lieke Klaver · Países Bajos · 50,57                                                         | Anna Kiełbasińska · Polonia · 51,25                                                                  |
| 800 m (05.03)             | Keely Hodgkinson Reino Unido 1:58,66                                                     | Anita Horvat Eslovenia 2:00,54                                                              | Agnès Raharolahy Francia 2:00,85                                                                     |
| 1500 m (04.03)            | Laura Muir Reino Unido 4:03,40                                                           | Claudia Bobocea · Rumania · 4:03,76                                                         | Sofia Ennaoui · Polonia · 4:04,06                                                                    |
| 3000 m (03.03)            | Hanna Klein · Alemania · 8:35,87                                                         | Konstanze Klosterhalfen · Alemania · 8:36,50                                                | Melissa Courtney-Bryant Reino Unido 8:41,19                                                          |
| 60 m vallas (05.03)       | Reetta Hurske · Finlandia · 7,79                                                         | Nadine Visser · Países Bajos · 7,84                                                         | Ditaji Kambundji · Suiza · 7,91                                                                      |
| 4 × 400 m (05.03)         | Países Bajos · Lieke Klaver · Eveline Saalberg · Cathelijn Peeters · Femke Bol · 3:25,66 | Italia · Alice Mangione · Ayomide Folorunso · Anna Polinari · Eleonora Marchiando · 3:28,61 | Polonia · Anna Kiełbasińska · Marika Popowicz-Drapała · Alicja Wrona-Kutrzepa · Anna Pałys · 3:29,31 |
| Salto de altura (05.03)   | Yaroslava Mahuchij · Ucrania · 1,98 m                                                    | Britt Weerman · Países Bajos · 1,96 m                                                       | Kateryna Tabashnyk · Ucrania · 1,94 m                                                                |
| Salto con pértiga (04.03) | Wilma Murto · Finlandia · 4,80                                                           | Tina Šutej Eslovenia 4,75                                                                   | Amálie Švábíková · República Checa · 4,70                                                            |
| Salto de longitud (05.03) | Jazmin Sawyers Reino Unido 7,00                                                          | Larissa Iapichino · Italia · 6,97                                                           | Ivana Vuleta Serbia 6,91                                                                             |
| Triple salto (04.03)      | Tuğba Danışmaz Turquía 14,31                                                             | Dariya Derkach · Italia · 14,20                                                             | Patrícia Mamona Portugal 14,16                                                                       |
| Peso (03.03)              | Auriol Dongmo Portugal 19,76                                                             | Sara Gambetta · Alemania · 18,83                                                            | Fanny Roos · Suecia · 18,42                                                                          |
| Pentatlón (03.03)         | Nafissatou Thiam · Bélgica · 5055 pts. RM                                                | Adrianna Sułek · Polonia · 5014 pts.                                                        | Noor Vidts · Bélgica · 4823 pts.                                                                     |

## Medallero
| Núm. | País            | Oro | Plata | Bronce | Total |
| ---- | --------------- | --- | ----- | ------ | ----- |
| 1    | Noruega         | 4   | 1     | 0      | 5     |
| 2    | Países Bajos    | 3   | 3     | 1      | 7     |
| 3    | Reino Unido     | 3   | 1     | 2      | 6     |
| 4    | Italia          | 2   | 4     | 0      | 6     |
| 5    | Bélgica         | 2   | 1     | 3      | 6     |
| 6    | Portugal        | 2   | 0     | 1      | 3     |
| 6    | Suiza           | 2   | 0     | 1      | 3     |
| 8    | Finlandia       | 2   | 0     | 0      | 2     |
| 9    | Francia         | 1   | 2     | 3      | 6     |
| 10   | Alemania        | 1   | 2     | 1      | 4     |
| 11   | Grecia          | 1   | 2     | 0      | 3     |
| 12   | Ucrania         | 1   | 1     | 2      | 4     |
| 13   | España          | 1   | 1     | 0      | 2     |
| 14   | Turquía         | 1   | 0     | 0      | 1     |
| 15   | Polonia         | 0   | 4     | 3      | 7     |
| 16   | Eslovenia       | 0   | 2     | 0      | 2     |
| 17   | Suecia          | 0   | 1     | 3      | 4     |
| 18   | República Checa | 0   | 1     | 1      | 2     |
| 18   | Rumania         | 0   | 1     | 1      | 2     |
| 20   | Serbia          | 0   | 0     | 2      | 2     |
| 21   | Estonia         | 0   | 0     | 1      | 1     |
|      | TOTAL           | 26  | 27    | 25     | 78    |